# Trabendisme
Le trabendisme est le commerce de contrebande s'effectuant en Algérie, par voie aérienne, comme composante du commerce du cabas, ou via les frontières de l'Algérie.

## Historique
Trabendo est un mot né dans l'Ouest de l'Algérie et qui est tiré de l'espagnol « contrabando » signifiant contrebande, un des termes d'économie informelle où toutes les activités économiques qui échappent à la règlementation et au contrôle de l'État. On parle aussi de trabendisme, de commerce des valises, et les participants sont les trabendistes. Le commerce au cabas désignant l'importation de marchandises par des trabendistes, qui voyagent régulièrement, ou intermittents (des touristes ou des membres de la diaspora en vacance dans leur pays d'origine). Celui-ci a débuté pendant les années 1980, à une époque où des contrebandiers en provenance du Maghreb se rendaient en Turquie.
Pendant la Décennie noire, ces trafics avaient lieu dans la frontière entre l'Algérie et le Maroc, par des Algériens souvent membres de groupes terroristes comme le Groupe islamique armé, alors que l'Algérie connaissait une pénurie.
Les revenus générés par ces trafics ont chuté après l'ouverture du pays à l'économie mondiale.
Ce commerce permet aussi de se procurer des produits étrangers et coûteux non disponibles sur le marché national. Les trafiquants peuvent être néophytes comme des étudiants, ou expérimentés. Par exemple, pour le trafic vers la Turquie, ceux-ci possèdent un réseau constitué d'Algériens, de Syriens et de Turcs. Ils peuvent aussi bénéficier de prêts en Turquie de ces intermédiaires, qui prêtent en livre turque, et reçoivent en retour des dinars algériens.
En 2018, la restriction sur les importations des fromages, de chocolat et de produits cosmétiques, permet à des trabendistes en Espagne ou en France de relancer ce trafic.
Lors de la pandémie de Covid-19 en Algérie, la fermeture des frontières, dont les liaisons aériennes, provoque des pénuries de médicaments, de cosmétiques ou de vêtements, alors que les trabendistes se fournissaient à Paris ou à Dubaï.
En octobre 2023, la douane algérienne opère des saisies à l'aéroport. En mars 2024, à l'aéroport d'Alger, la douane vérifie les bagages de voyageurs venus de Dubaï ou de la Turquie.